# Gustaf Adolf Reuterholm

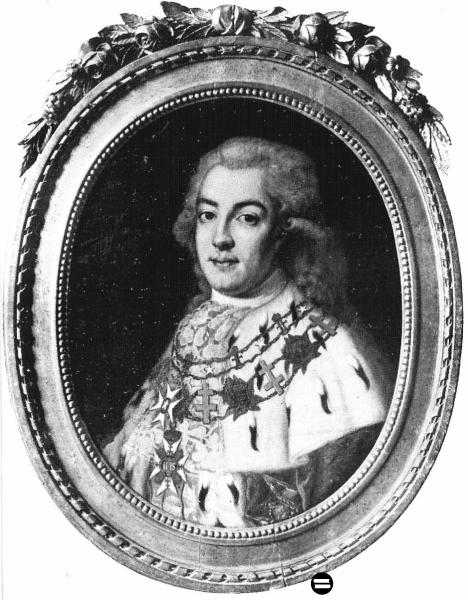
C. F. von Breda: Gustaf Adolf Reuterholm, 1795

Gustaf Adolf Reuterholm, także Gustav Adolph Reuterholm (ur. 7 lipca 1756 w Svidja koło Siuntio w Finlandii, zm. 27 grudnia 1813 w Szlezwiku) – szwedzki baron i mąż stanu.

## Życiorys
Miał on bardzo duży wpływ na szwedzką politykę w czasach, gdy Gustaw IV Adolf był małoletni. Jako zaufany regenta księcia Karola prowadził tak zwane „rządy Reuterholma”. Swoje rządy rozpoczął od zniesienia cenzury, którą ogłosił Gustaw III i w 1792 wprowadził wolność prasy. W dalszym toku swojego sprawowania urzędu okazał się jednak poprzez gwałtowną reakcję przeciwnikiem ruch oświecenia i zwolennikiem ideałów rewolucji francuskiej. Jedną z najbardziej znanych jego akcji jest zawieszenie działalności Akademii Szwedzkiej w latach 1795-1796.
Gdy Gustaw IV Adolf 1 listopada 1796 przejął rządy, Reuterholm został wydalony ze Sztokholmu i w następnych latach przebywał poza krajem. Po aresztowaniu króla przez Carla Johana Adlercreutza w 1809 powrócił, jednakże odmówiono mu spotkania z Karolem XIII. Ponownie opuścił kraj i trzy lata później zmarł. Gustaf Adolf Reuterholm został pochowany w katedrze w Strängnäs.
Był wolnomularzem i jedną z pierwszych osób odznaczonych orderem Karola XIII.